# Panama City
|  | No s'ha de confondre amb Ciutat de Panamà. |

Panama City és una població dels Estats Units, seu del comtat de Bay, a l'estat de Florida. Segons el cens del 2000 tenia 37.188 habitants.El desenvolupament d'aquesta part no incorporada del nord-oest de Florida anteriorment s'anomenà Floriopolis, Park Resort i Harrison. El 1906 el desenvolupament es va anomenar Panama City i es va incorporar per primer cop com a Panama City el 1909. Quan es va incorporar els seus límits originals eren el carrer 15 (Hwy 98) al nord, l'avinguda Balboa a l'oest i l'avinguda Bay a l'est. Segons A History of Panama City, a la Biblioteca Pública de Panama, George Mortimer West esperava estimular el desenvolupament immobiliari al comtat de Bay durant un període d'intens interès popular en la construcció del Canal de Panamà canviant el nom de la ciutat de Harrison a Panama City pel fet que una línia recta entre Chicago i la capital nacional de Panamà, país centreamericà, passava per aquest poble de Florida. A més, atès que els meandres requerits al voltant de formacions terrestres en una ruta marítima fins al canal augmentaven la distància quan s'iniciava en altres ports, la ciutat de Panamà era el port desenvolupat més proper a la part continental dels EUA a l'entrada del Carib del Canal de Panamà.

## Demografia
Segons el cens del 2000, Panama City tenia 36.417 habitants, 14.819 habitatges, i 9.039 famílies. La densitat de població era de 685,2 habitants/km².
Dels 14.819 habitatges en un 27,6% hi vivien nens de menys de 18 anys, en un 41,8% hi vivien parelles casades, en un 15,4% dones solteres, i en un 39% no eren unitats familiars. En el 32,2% dels habitatges hi vivien persones soles el 12,4% de les quals corresponia a persones de 65 anys o més que vivien soles. El nombre mitjà de persones vivint en cada habitatge era de 2,3 i el nombre mitjà de persones que vivien en cada família era de 2,92.
Per edats la població es repartia de la següent manera: un 23% tenia menys de 18 anys, un 9,6% entre 18 i 24, un 29,8% entre 25 i 44, un 21,6% de 45 a 60 i un 15,9% 65 anys o més.
L'edat mediana era de 37 anys. Per cada 100 dones de 18 o més anys hi havia 91,7 homes.
La renda mediana per habitatge era de 31.572 $ i la renda mediana per família de 40.890 $. Els homes tenien una renda mediana de 30.401 $ mentre que les dones 21.431 $. La renda per capita de la població era de 17.830 $. Entorn del 12,1% de les famílies i el 17,2% de la població estaven per davall del llindar de pobresa.

## Poblacions properes
El següent diagrama mostra les poblacions més properes.